# Daimler (azienda)
La Mercedes-Benz Group AG (precedentemente nominata Daimler-Benz, DaimlerChrysler e Daimler) è un produttore tedesco di automobili e di mezzi di trasporto per l'impiego militare e civile come pure per i servizi finanziari, con sede centrale a Stoccarda in Germania.
La Daimler AG attuale è nata nel 2007 dopo la vendita del gruppo Chrysler alla Cerberus Capital Management L.P. 
La precedente società "DaimlerChrysler AG" era sorta nel 1998 in seguito alla fusione della Daimler-Benz con la Chrysler Corporation, dando origine a una società per azioni secondo il diritto tedesco. Dal primo febbraio 2022 ha preso il nome di Mercedes-Benz Group AG.

## Storia

### Daimler-Motoren-Gesellschaft (1890-1926)

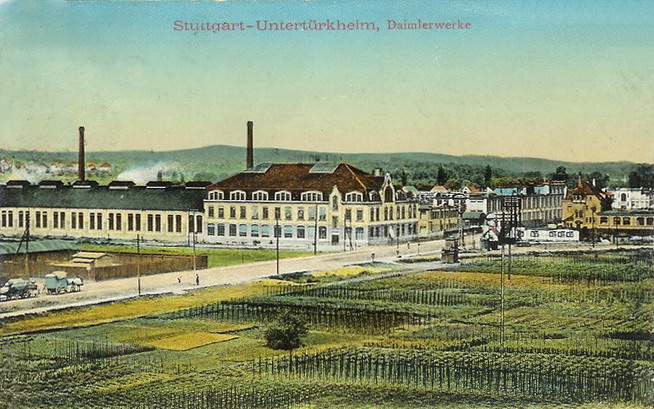
DMG Werk Untertürkheim 1911

Nel 1883 Gottlieb Daimler fece assicurare il brevetto per un "motore a gas con accensione a tubo incandescente" così come per la "Regolazione della velocità del motore attraverso il controllo della valvola di scarico". I due brevetti furono la base per i primi motori a scoppio veloci al mondo. Tre anni dopo Karl Benz fece brevettare l'automobile, un veicolo a tre ruote con motore a scoppio e accensione elettrica. Le aziende nate dai lavori dei due pionieri ovvero la "Benz & Co Rheinische Gasmotorenfabrik Mannheim" (Benz & Cie. dal 1899) e la "Daimler-Motoren-Gesellschaft" si fusero il 28 giugno 1926 nella Daimler-Benz AG con sede a Berlino.

### Daimler-Benz (1926-1998)

Il logo Daimler-Benz AG, usato fino all'avvento della fusione con Chrysler Corporation nel 1998.

La nuova società fece ben presto grandi passi nell'industria automobilistica.
Wilhelm Friedle, direttore aziendale della Daimler-Benz AG Werk Sindelfingen dal 1927 al 1935 importò il sistema a catena di montaggio dagli USA in Germania.
L'azienda è sempre stata protagonista nell'innovazione del mercato dell'auto: ad esempio creando nel 1951 la cella di protezione del passeggero e nel 1981 l'airbag e il pretensionatore.
Nel 1962 impiegava 90.000 dipendenti con un fatturato di 4,4 miliardi di marchi.
Nel 1972 c'erano 149.800 dipendenti e un fatturato di 13,3 miliardi di marchi.
Dalla metà degli anni ottanta l'azienda si espanse, sotto la guida del presidente del consiglio di gestione Edzard Reuter, in altri settori: la ditta acquisì la Dornier GmbH, la MTU (Motoren- und Turbinen-Union), Fokker, così come la AEG. Da parti di queste aziende venne formata la "Deutsche Aerospace AG" (DASA). Inoltre fuse la propria divisione di tecnologia veicolare con quella della ABB creando Adtranz. Anche "Deutsche Airbus GmbH" e "Daimler-Benz Inter Services" (debis) furono fondate da Daimler-Benz, cosicché il gruppo era costituito da quattro divisioni, inclusa quella auto.
Nel 1989 Daimler-Benz AG (con AEG) aveva 368.200 dipendenti e un giro d'affari di 76,392 miliardi di marchi. Nel 1990 il fatturato arrivò a 85,500 miliardi.
Quando divenne CEO Jürgen Schrempp nel 1995 iniziò un cambiamento di rotta rispetto al sogno di Reuter di un “gruppo integrato di tecnologie”. Aziende in perdita come Fokker, AEG, Adtranz e Dornier vennero eliminate dal gruppo, in parte con costi enormi, sebbene Schrempp, ad esempio, avesse favorito l'acquisto di Fokker quando era presidente di DASA.

### DaimlerChrysler AG (1998-2007)

Logo della DaimlerChrysler AG.

Nel 1998 la Daimler-Benz e la Chrysler si fusero in una "fusione tra eguali" nella nuova DaimlerChrysler AG. La nuova impresa ha sede a Stoccarda mentre il consiglio (composto all'inizio dai due gruppi in modo paritario) si riunisce alternativamente a Stoccarda e Auburn Hills.
Dopo due anni il co-presidente Robert Eaton si ritirò, cosicché Jürgen Schrempp divenne l'unico CEO. Jürgen Schrempp ha passato l'incarico il primo gennaio 2006 a Dieter Zetsche. A poco a poco la componente tedesca nel consiglio ha acquisito sempre maggior peso.
Poco dopo il suo arrivo il primo gennaio 2006 il nuovo CEO Dieter Zetsche annunciò un importante piano di riduzione. Nei tre anni successivi furono eliminati 6.000 posti.
Nel 2006 è stato aperto il nuovo museo della Mercedes-Benz, direttamente a fianco dello stabilimento di Stoccarda-Untertürkheim. Su un'area espositiva di 16.500 m² sono esposti 160 veicoli, oltre naturalmente a ristoranti e negozi. È il museo più grande realizzato da una marca di automobili.
Nel 2007 la Chrysler fu venduta al fondo americano Cerberus Capital Management e la nuova società prese la denominazione definitiva di Daimler AG.

### Daimler AG
Nel 2014, Daimler AG è entrata nel settore del ride-sharing con l’acquisizione di Intelligent Apps e mytaxi; quest’ultima è ora conosciuta come Free Now in seguito a una joint venture con BMW Group nel febbraio 2019.

### Mercedes-Benz Group AG e Daimler Truck AG
Dallo scorporamento della Daimler Truck and Buses AG il gruppo cambia ufficialmente nome in Mercedes-Benz Group AG dal primo febbraio 2022. Come ha affermato il CEO Ola Källenius "Mercedes-Benz Cars & Vans e Daimler Trucks & Buses sono attività diverse con gruppi di clienti specifici, percorsi tecnologici ed esigenze di capitale, entrambe le società operano in settori che stanno affrontando importanti cambiamenti tecnologici e strutturali".

## Denominazioni di Daimler AG nel corso degli anni
- Daimler Motoren Gesellschaft AG, 1890–1926
- Daimler-Benz AG, 1926–1998
- DaimlerChrysler AG, 1998–2007
- Daimler AG, 2007–2022
- Mercedes-Benz Group AG, 2022-oggi (autoveicoli e van)
- Daimler Truck AG, 2022-oggi (camion e bus)

## Marchi
- Mercedes-Benz Automobili
  - Mercedes-Benz (auto)
  - Mercedes-AMG
  - Smart
- Formula 1
  - Mercedes AMG F1
- Daimler Camion (veicoli e componenti)
  - Mercedes-Benz
  - Freightliner
  - FUSO (85% Daimler AG, 15% Mitsubishi Motors Corporation)
  - Western Star Trucks (ex White Western Star)
  - Thomas Built Buses (ex Perley)
  - Detroit Diesel Corporation (solo componenti)
  - Sterling Trucks (ex Sterling-White)
- Mercedes-Benz Furgoni
  - Mercedes-Benz
- Evobus
  - Mercedes-Benz
  - Setra
  - Orion
  - OMNIplus
- BharatBenz
- Daimler Financial Servizi
  - Mercedes-Benz Bank
  - Mercedes-Benz Financial
  - Daimler Truck Financial

## Società per azioni
Le azioni Daimler vengono quotate alla Borsa di Francoforte sotto l'abbreviazione DAI, facendo parte del DAX 30.
Il presidente del consiglio di gestione è Ola Källenius, subentrato a Dieter Zetsche nel 2019; il presidente del consiglio di sorveglianza è Hilmar Kopper dal 1997.
La più grossa quota di azioni nella ditta fu tenuta dalla Deutsche Bank fino al 28 luglio 2005, quando vendette in mezz'ora 35 milioni di azioni DaimlerChrysler, del valore di 1,4 miliardi di Euro, ad investitori istituzionali e ridusse così la quota dal 10,4 al 6,9%; successivamente, il 22 novembre 2005, la quota fu ancora ridotta arrivando al 4,4%. Il maggiore investitore è stato l'emirato del Kuwait con il 7,5%. Dubai International Capital possiede il 2,2% del capitale (dato del 23 novembre 2005).
Il 23/03/09 il fondo sovrano Aabar Investments di Abu Dhabi ha acquisito il 9,1% delle azioni diventando il primo azionista.
Nel 2018 l'azionista di maggioranza diventa la cinese Geely con l'acquisto del 9,69% delle azioni come confermato da Daimler.
L'alleanza Renault Nissan Mitsubishi ha posseduto il 3% circa di Daimler fino al 2021, quando sia Renault che Nissan hanno ceduto l'interezza delle proprie azioni.
L'auditor di DaimlerChrysler AG è la KPMG Deutsche Treuhand-Gesellschaft AG.

## Partecipazioni
- 33,2 % EADS, Europäisches Luft- und Raumfahrtunternehmen, azienda madre di Airbus e Eurocopter (Gennaio 2006)
- 45 % Toll Collect GmbH (per mezzo di DaimlerChrysler Financial Services AG)

## Acquisizioni
Nel corso degli anni il gruppo tedesco ha comprato o si è unito a molte altre aziende. Tra le maggiori operazioni:
- 1958: Auto Union (venduta alla Volkswagen nel 1964)
- 1960: Horex
- 1960: Maybach-Motorenbau GmbH
- 1965: Maschinenfabrik Esslingen
- 1968: Krupp
- 1969/1970: Hanomag-Henschel
- 1980: Franz Brozincevic & Cie (FBW)
- 1981: Freightliner
- 1982: Adolph Saurer AG
- 1985: AEG
- 1985: Dornier-Werke
- 1985: MTU Aero Engines
- 1989: Messerschmitt-Boelkow-Blohm (MBB)
- 1992: Fokker
- 1995: American LaFrance
- 1997: Ford Motor Company (Sezione Camion)
- 1998: Chrysler (Fusione) (da cui però si divise nel 2007)
- 2000: Western Star Trucks
- 2001: Mitsubishi Motors (A.D. fino alla separazione del 2004)
- 2003: Mitsubishi Fuso Truck e Bus Corporation (scorporo da Mitsubishi Motors e il consolidamento in DCAG)
- 2005: AMG è una controllata al 100%, e come la maggior parte è stata presa nel 1992, Mercedes-AMG GmbH menzionati.

## Stabilimenti di produzione
Daimler possiede stabilimenti in 17 paesi: Germania, Austria, USA, Canada, Messico, Francia, Spagna, Turchia, Cina, India, Indonesia, Argentina, Brasile, Venezuela, Egitto, Sudafrica, Australia.

### Daimler a Stoccarda-Untertürkheim

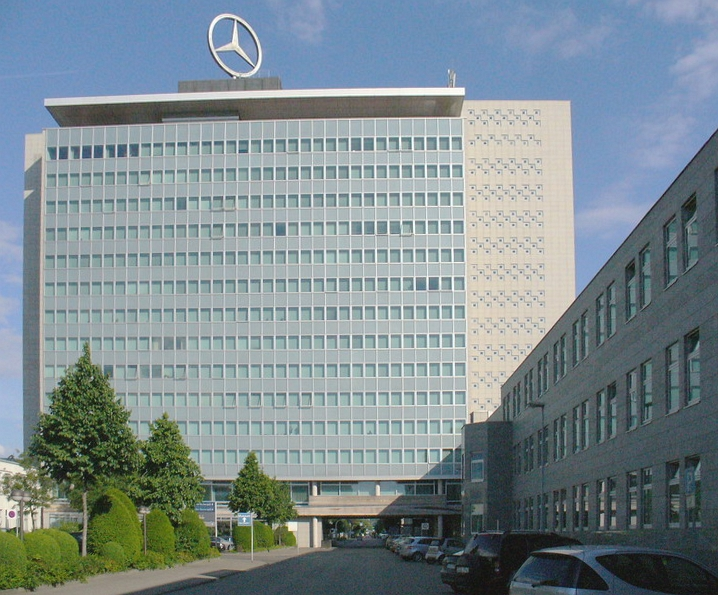
Sede del gruppo a Stoccarda-Untertürkheim

- Luogo: Daimler AG Werk Untertürkheim Mercedesstraße 137 70546 Stuttgart
- Superficie area produttiva: 582.404 m²
- Area complessiva fabbrica: 2.060.002 m²
- Prodotti: Motori, assi e trasmissione per automobili Mercedes-Benz
- Dipendenti: 19.714 (al 31 dicembre 2005)

Allo stabilimento Daimler di Untertürkheim fanno capo altri sette stabilimenti:
Stoccarda - Untertürkheim,
Stoccarda - Bad Cannstatt,
Stoccarda - Hedelfingen,
Stoccarda - Zuffenhausen,
Esslingen am Neckar - Mettingen,
Esslingen am Neckar - Brühl
Esslingen am Neckar - Sirnau

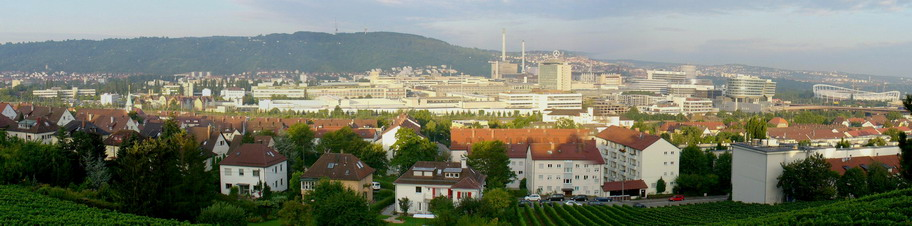
Lo stabilimento di Untertürkheim

La maggior parte di motori per vetture e transporter, così come quelli per le vetture di Formula 1 e Formula 3 vengono prodotti qui.

### Daimler a Sindelfingen
Lo stabilimento di Sindelfingen, 15 km a sud di Stoccarda, è il più grande stabilimento del gruppo. Vi ha sede il secondo „Mercedes-Benz Technology Center“ (reparto sviluppo automobili). Fu fondato nel 1915 dalla Daimler-Motoren-Gesellschaft per la produzione di aeroplani. Ora vi vengono prodotti alcuni degli ultimi modelli di auto Mercedes-Benz (tra cui Classe C, E, S, CLS)
- Dipendenti: 29.906 (nel 2005)
- Superficie area produttiva: 1.170.000 m²
- Area complessiva fabbrica: 1.890.000 m²

### Daimler a Rastatt

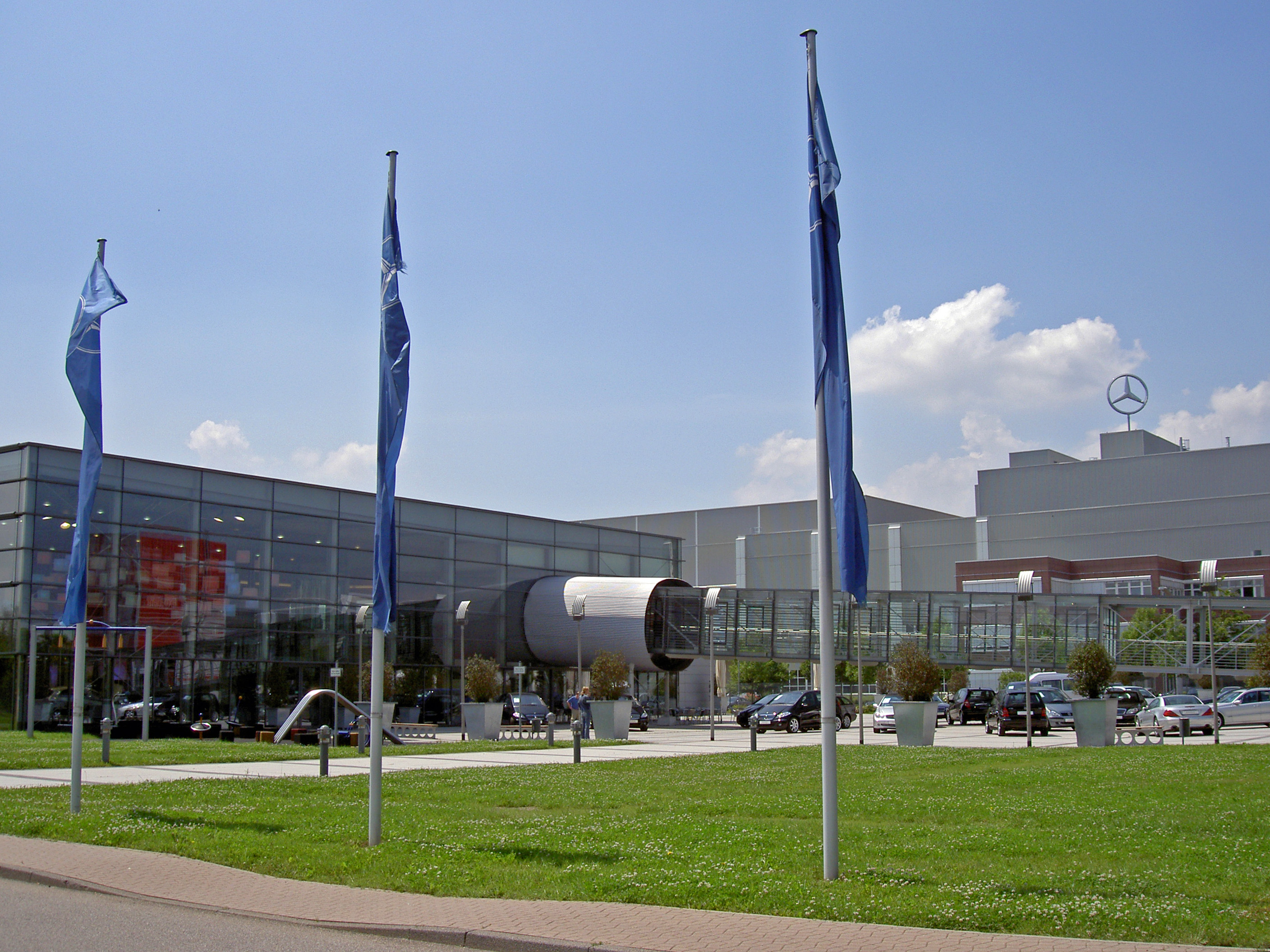
Lo stabilimento di Rastatt con il centro clienti

Lo stabilimento di Rastatt era stato originariamente progettato come terzo impianto per la costruzione di automobili dopo quelli di Sindelfingen e Brema. Fino al 1996 veniva prodotta la Classe E per il mercato americano. In seguito lo stabilimento venne chiuso per 6 mesi e modificato per produrre la Classe A; furono necessari altri cambiamenti dopo il fallimento del test dell'alce da parte della vettura.
Nel 2004 la superficie aumentò ancora per una seconda linea di produzione allestita per la Classe B.
A dicembre 2005 erano presenti 6.828 dipendenti.

### Daimler a Brema
Lo stabilimento di Brema è il maggior stabilimento industriale della città, con 14.786 lavoratori, e il secondo stabilimento produttivo dopo Sindelfingen. Si trova per la precisione a Sebaldsbrück, zona orientale di Brema ed è stato acquisito da Daimler Benz dopo l'acquisizione della Hanomag-Henschel (la quale, a sua volta, l'aveva rilevato dalla Borgward).
Oggi vi vengono prodotti, tra gli altri modelli la Classe C Limousine, la CLK e la SLK e GLK
Data la vicinanza con il porto di Brema, la produzione dello stabilimento è in parte destinata all'export.

### Daimler a Wörth
Lo stabilimento di Wörth sul Reno è il più grande impianto di produzione di autocarri del mondo. Vengono prodotti qua, tra gli altri: Actros, Atego, Axor, Econic e Unimog.

### Daimler a Mannheim
Nello stabilimento di Mannheim vengono montati i motori per i camion e i veicoli commerciali. Inoltre vengono fatti gli impianti specifici per i veicoli a gas (ad es. E-Klasse, Sprinter) e vengono costruiti i veicoli a celle di combustibile
A Mannheim si trova lo stabilimento dell'EvoBus, e vengono prodotti gli autobus Mercedes-Benz e Setra così come le carrozzerie per il montaggio dei pullman che avviene a Nuova Ulma.

### Daimler a Gaggenau
Lo stabilimento a Gaggenau venne fondato nel 1894 per la Bergmanns Industriewerk. Nel 1895 venne prodotta la prima auto di serie, essendo così la prima fabbrica di automobili del mondo. Tre anni dopo si producevano nella Foresta Nera i primi autocarri e omnibus. Nel 1907 la fabbrica venne acquisita da Benz a Mannheim.
A Gaggenau vengono prodotti diversi componenti per gli autoveicoli.
Fino al 2002 veniva prodotta qui anche la Unimog.
Lo stabilimento di Gaggenau impiega circa 6.140 dipendenti, nella regione è il primo per numero di lavoratori.

### Daimler a Düsseldorf
Lo stabilimento di Düsseldorf produce il Transporter e il VW LT. Nel 1958 Daimler-Benz acquisì la Auto Union, a cui apparteneva anche lo stabilimento DKW di Düsseldorf. Nel 1964 Daimler-Benz vendette la Auto Union alla Volkswagen, ma gli stabilimenti di Düsseldorf e Vitoria restarono a Daimler-Benz. Lo stabilimento prese il nome non ufficiale "Düsseldorfer Transporter" (DüDo) perché il transporter Mercedes-Benz T2 veniva prodotto lì.
Attualmente viene prodotto a Düsseldorf lo Sprinter e dal 2006 il suo successore NCV3.
Inoltre gli Sprinter disassemblati vengono spediti negli USA dove vengono rimontati, al fine di evitare i costi di dogana per i veicoli completi.

### Daimler a Ludwigsfelde (Berlino)
Nel 1936 la Daimler Benz costruì uno stabilimento per motori per aeromobili a Ludwigsfelde. Durante la guerra vi lavorarono 11.000 prigionieri di guerra e lavoratori coatti, provenienti da un campo di concentramento vicino.
Dopo la guerra vennero prodotti qui dal 1952 i ciclomotori Wiesel e Pitty. Dal 1961 al 1990 vi si producevano i camion W50 dell'IFA e dal 1988 il modello L60. Lo stabilimento venne riassegnato alla Mercedes-Benz e vi si producono questi veicoli: il Vario, il successore dello Sprinter dal 2006 e il Vaneo dal 2001 al 2005.

### Daimler ad Amburgo
Lo stabilimento di Amburgo-Harburg, con i suoi 2.480 dipendenti (compresi alcuni dell'indotto) non produce più veicoli completi ma solo componenti per Mercedes-Benz e Chrysler destinati al montaggio in altre fabbriche. Lo stabilimento venne acquisito negli anni settanta con l'acquisizione di Hanomag-Henschel. Dal nome del tipo di veicoli costruiti la fabbrica prese il nome di "Harburger Transporter".

### Stabilimento McLaren a Woking / Inghilterra
Lo stabilimento di Woking è la sede della McLaren Cars ltd, di cui DaimlerChrysler prima e Daimler AG dopo sono state azionista di maggioranza. Qui vengono prodotte le monoposto di Formula 1 della scuderia McLaren, fino al 2010 con motori Mercedes-Benz. Inoltre è stata prodotta a Woking la Mercedes-Benz SLR McLaren.

All'inizio del 2010, in seguito a dissidi interni di varia origine, si è avuto lo storico divorzio tra Daimler e McLaren. A partire da tale data, quindi, lo stabilimento di Woking non appartiene più alla Daimler AG.

### Daimler a Kassel
A Kassel vengono prodotti dal 1978 dai 3.024 dipendenti componenti per altri veicoli commerciali. La fabbrica fu acquisita attraverso l'acquisto di Hanomag-Henschel.

### Daimler a Berlino-Marienfelde
Nel 1902 la Daimler-Motoren-Gesellschaft (DMG) acquisì la Motorfahrzeug- und Motorenfabrik Berlin AG di Marienfelde. All'inizio vi vennero prodotti motori per imbarcazioni mentre dal 1905 iniziò la produzione di autocarri e autobus.
Alla fine del 1944, a Marienfelde la Daimler-Benz impiegava più di 3.700 lavoratori coatti per produzioni strategiche. Oggi vi vengono prodotti motori per auto Mercedes-Benz e Smart.

### Daimler a Vitoria / Spagna
Lo stabilimento di Vitoria appartiene dal 1958 alla Mercedes-Benz. Venne originariamente costruito dalla DKW e poi acquisito dopo poco tempo, con questa ditta, dalla Mercedes.
Dal 2014 vi vengono prodotti modelli della linea W447 (Vito e Classe V). Da Vitoria venivano anche la MB 100 e dal 1996 al 2003 la W638 (Vito e Classe V) e dal 2003 al 2013 la W639 (Vito e Viano).

### Daimler a Tuscaloosa, Alabama / USA
A Tuscaloosa vengono prodotte: GLE - GLE coupé - GLS